# Henk Grol
Hindrik Harmannus Arnoldus "Henk" Grol (ur. 14 kwietnia 1985 r. w Veendamie) – holenderski judoka, dwukrotny brązowy medalista igrzysk olimpijskich, trzykrotny wicemistrz świata, trzykrotny mistrz Europy, złoty i srebrny medalista igrzysk europejskich.

## Igrzyska olimpijskie
| Runda         | Przeciwnik            | Wynik       | Osiągnięcie |
| ------------- | --------------------- | ----------- | ----------- |
| 1. runda      | Luciano Corrêa        | W 0210–0001 | brąz        |
| 2. runda      | Ari’el Ze’ewi         | W 0010–0001 | brąz        |
| Ćwierćfinał   | Przemysław Matyjaszek | W 1000–0000 | brąz        |
| Półfinał      | Askat Żytkejew        | P 0100–1010 | brąz        |
| Brązowy medal | Lewan Żorżoliani      | W 0020–0000 | brąz        |

| Runda         | Przeciwnik      | Wynik       | Osiągnięcie |
| ------------- | --------------- | ----------- | ----------- |
| 1. runda      | Dominic Dugasse | W 1001–0000 | brąz        |
| 2. runda      | Luciano Corrêa  | W 0101–0003 | brąz        |
| Ćwierćfinał   | Dimitri Peters  | P 0001–0100 | brąz        |
| Repasaż       | Lukáš Krpálek   | W 1010–0000 | brąz        |
| Brązowy medal | Hwang Hee-tae   | W 0100–0000 | brąz        |

| Runda    | Przeciwnik    | Wynik     | Osiągnięcie |
| -------- | ------------- | --------- | ----------- |
| 1. runda | Wolny los     | Wolny los | 3. runda    |
| 2. runda | Kyle Reyes    | W 101–000 | 3. runda    |
| 3. runda | Cyrille Maret | P 000–001 | 3. runda    |